# Sarajevski muftiluk
Sarajevski muftiluk, muftijstvo Islamske zajednice u Bosni i Hercegovini koje djeluje na području Bosne i Hercegovine. Sjedište muftijstva je u Sarajevu. Trenutačni muftija je Nedžad ef. Grabus (od 2021.).  
U Sarajevu je također sjedište Vojnog muftiluka u Bosni i Hercegovine i Tarikatskog centra u Bosni i Hercegovini.

## Povijest
Sarajevski muftiluk je ustanovljen za vrijeme Osmanskog Carsta. Gazi Husrev-beg je za muderisa svoje medrese propisao: "On treba ljudima davati tumačenja onih šerijatskih pitanja za koja se budu tražila objašnjenja i to na osnovu najtemeljnijih šerijatsko-pravnih učenja (mezbeb) i mišljenja, uzimajući u svakom pojedinačnom slučaju knjigu fetvi." Ovim dijelom Vakufname (zadužbine) Gazi Husrev-bega ustanovljena je institucija Muftijstva sarajevog.
Austrougarske vlasti u Bosni i Hercegovini uglavnom su prihvatile osmansku administrativnu i sudbenu podjelu Bosne i Hercegovine, ali je vrhovno vjersko vodstvo povjereno Ulema-i-medžlisu s reis-ul-ulemom na čelu. Kako je za prvog reisu-l-ulemu izabran sarajevski muftija Mustafa Hilmi ef. Hadžiomerović, Sarajevsko muftijstvo privremeno je ukinuto, kasnije je ponovo aktivirano, a njegovo se područje podudaralo s prostorom Sarajevskog okruga.
Prema Ustavu Islamske zajednice u Kraljevini Jugoslavije od 9. srpnja 1930. godine, kada su na teritoriju Bosne i Hercegovine bila četiri muftiluka, u sastavu Sarajevskog muftiluka ulazili su: Sarajevski, Rogatički, Višegradski, Čajnički, Fočanski, Visočki, Fojnički, Zenički, Žepački, Travnički i Bugojanski srez i sva mjesta Drinske banovine koja nisu pripadala Tuzlanskom muftiluku.

## Organizacija
Danas Sarajevskom muftiluku pripada deset medžlisa (odbora) Islamske zajednice i to su: Breza, Fojnica, Gračanica (Visoko), Kakanj, Kaljina, Kiseljak, Olovo, Sarajevo, Vareš i Visoko, koji su dalje podijeljeni na džemate. Džemati čine najmanje organizacione jedinice Islamske zajednice.
Na području Sarajevskog muftiluka djeluju i tri obrazovne ustanove Islamske zajednice u Bosni i Hercegovini. To su: Gazi Husrev-begova medresa u Sarajevu, Medresa "Osman ef. Redžović" u Čajangradu, te Fakultet islamskih znanosti u Sarajevu.

## Vanjske poveznice
- Službene stranice Muftijstva sarajevskog